# فرد (تگزاس)
فرد (به انگلیسی: Fred) یک منطقهٔ مسکونی در ایالات متحده آمریکا است که در شهرستان تایلر، تگزاس واقع شده‌است.